# Паросмія
Паросмія (тропосмія, какосмія) — це дисфункція чуття нюху, що характеризується нездатністю мозку правильно визначити природу запахів. У МКХ-10 цей розлад позначено кодом R43.1.
Як правило, замість нормального сприйняття того чи іншого запаху пацієнт відчуває неприємний запах — «горілий», «гнилий», «фекальний» або «хімічний», хоча у рідкісних випадках виникає відчуття приємного запаху — подібне явище називається еуосмія. Паросмія була рідкісним і малодослідженим розладом до 2020 року, коли вона стала відносно більше поширеною як побічний ефект COVID-19.

## Причини
Існує безліч захворювань, з якими може бути пов'язана паросмія. Під керівництвом професора Квебецького університету Йоханнеса Фраснеллі було досліджено п'ятьох обстежених пацієнтів, що страждали на паросмію або фантосмію, і більшість з цих випадків виявилася наслідком інфекцій верхніх дихальних шляхів (ГРВІ). Існує гіпотеза, що ГРВІ можуть призвести до паросмії через пошкодження нейронів нюхових рецепторів. Також цей розлад пов'язаний з коронавірусною хворобою 2019 року як її побічний ефект. Крім того, з паросмією пов'язують вплив шкідливих розчинників, зокрема через спричинені ними пошкодження нюхових рецепторів.
Пошкодження цих нейронів може призвести до того, що вони втрачають можливість правильно кодувати сигнал, який представляє певний запах, і відсилають помилковий сигнал до нюхової цибулини. Помилковий сигнал викликає відчуття не того запаху, через який виник, і, таким чином, пацієнт не може ототожнти вхідний запах з тим, який відчуває. Крім того, до викривлення сприйняття запахів може призвести пошкодження безпосередньо нюхової цибулини, наприклад внаслідок черепно-мозкової травми. Відомі випадки, коли тимчасову паросмію спричиняє скронева епілепсія: паросмія починається після епілептичного нападу і триває тиждень або два після нього. В деяких випадках паросмія або фантосмія виникають при хворобі Паркінсона.

## Діагностика
Одним із методів діагностики паросмії є нюховий ідентифікаційний тест університету Пенсільванії (University of Pennsylvania smell identification test, UPSIT). Іншим методом є використання «нюхальних паличок» («sniffin' sticks»). Ці техніки можуть допомогти визначити, чи можна віднести певний випадок паросмії лише до одного стимулюючого запаху, або ж існує ціла група запахів, що сприймаються у викривленому вигляді. В одному випадку, дослідженому групою професора Франселлі, певні запахи (зокрема кави, цигарок, цибулі та парфумів) викликали у пацієнта «нудотний» запах, що не асоціювався з будь-яким з відомих запахів. В іншому дослідженні, описаному в тій же статті, пацієнтка страждала на паросмію лише в одній ніздрі, а іншою сприймала запахи нормально. Медичний огляд, включаючи МРТ, не виявив ніяких відхилень; проте паросмія в цьому випадку прогресувала, з часом посилюючись.

## Лікування
У більшості пацієнтів, які страждають на паросмію, її симптоми з часом слабшають. Іноді розлад триває протягом багатьох років, це, безумовно, не більшість випадків. Застосовуються експериментальні методи лікування паросмії за допомогою L-ДОФА, але інших методів лікування наразі не існує (окрім таких, що викликають аносмію або гіпосмію при якій запахи взагалі майже не сприймаються).